# Factor Energía
Factorenergía es una empresa española que opera en los sectores eléctrico y gasístico. La empresa comercializa electricidad procedente de fuentes renovables, con representación en el mercado de plantas renovables de generación hidráulica, fotovoltaica, parques eólicos y cogeneraciones. 
Su área de negocio también está centrada en la promoción de la transición energética (autoconsumo solar, eficiencia energética y movilidad sostenible). 
Fue la primera comercializadora de energía independiente autorizada por el Ministerio de Industria tras la liberalización del mercado eléctrico, en el año 1999.
En el 2021, se convirtió en la primera empresa energética española en conseguir la certificación del 'Sistema de Gestión de la CSR' alineado con los objetivos sostenibles de la Organización de las Naciones Unidas.

## Historia
La compañía entre fundada en 1999 por Emilio Rousaud Parés bajo el nombre Energy Factory Group, siendo la primera  empresa independiente en obtener una licencia de comercialización del Ministerio de Industria tras la promulgación de la Ley 54/97 del Sector Eléctrico, que liberalizó las actividades de generación y comercialización de energía eléctrica rompiendo el histórico oligopolio energético del país. Rousaud posee el 35% del capital de la empresa. Su socio financiero, el fondo JZ International, tiene una participación que cubre el 65% restante a la venta.
En el año 2000, la compañía asumió un impulso definitivo con la entrada como accionista de referencia del grupo empresarial Copcisa.Un año más tarde, en 2001, Energy Factory Grupu pasa a denominarse Factorenergia, nombre que favorece su identificación con un proyecto de ámbito nacional. 
En 2018, la empresa se unió al Real Automóvil Club de Cataluña (RACC) firmando un acuerdo para impulsar la eficiencia energética y el uso de energías renovables entre sus clientes.
A mediados de 2018 la compañía firmó un acuerdo con el Grupo Sifu para instalar puntos de recarga para vehículos eléctricos, esta línea de negocio se denominó "Transición Energética". También ha incursionado en la movilidad con gas natural, y en 2019 comenzó a ofrecer sistemas de autoconsumo a todo tipo de clientes.
Desde 2021, la empresa se ha encargado del suministro de energía eléctrica a Adif-Alta Velocidad, entidad gestora de infraestructuras ferroviarias con sede en España.
En 2021, la empresa sometió su actividad a una extensa auditoría realizada por Bureau Veritas. La empresa recibió la certificación alineada con los Objetivos de Desarrollo Sostenible de Naciones Unidas.

## Negocio
En el 2001, Factor Energía se adjudicó la primera licitación agregada de 10.000 pymes en España. En el proyecto se juntaron seis asociaciones empresariales con la finalidad de minimizar el coste de la factura eléctrica.
En 2013, la empresa fue puesta a la venta por sus propietarios por un valor de mercado de 200 millones, tras facturar 426 millones y ganar 11 millones. Esto supuso un crecimiento del 26% respecto al periodo de 2012.
En 2018, la compañía mantuvo unos beneficios de 2,4 millones de euros a pesar de la escalada de precios.
En 2019, Factor Energía facturó 405 millones de euros en España, un 5% más que el año anterior. El beneficio antes de impuestos de la compañía se duplicó hasta los 9,5 millones de euros. El negocio del gas generó 65 millones de euros, lo que supuso el 16% de los ingresos totales de la compañía.
En 2022, Factorenergia ganó 34 millones de euros, consiguiendo unas ventas de 915 millones de euros, un 43% más que en el ejercicio de 2021. 
En 2023, la empresa puso en marcha la primera comunidad energética de autoconsumo compartido en Barcelona con tecnología blockchain. 
Actualmente, Factorenergia, S.A. está participada por tres socios: Emilio Rousaud Parés, con un 25% de las participaciones (socio fundador, Opb Private Equity (NS), Limited tiene el 50% de las participaciones y JZ Power Services, BV tiene un 25% de las participaciones. 

## Filiales
En 2017, Factor Energía inició su expansión fuera de España con su primera filial en México.
En 2019, la empresa comenzó a comercializar gas natural en Portugal a través de la adquisición de Enforcesco.
En 2021, la empresa entró en el mercado energético búlgaro con la creación de una nueva filial en el país balcánico. La empresa también obtuvo una licencia de funcionamiento como comercializadora de electricidad y gas. Actualmente, la empresa La filial búlgara está dirigida por el exjugador de fútbol profesional Hristo Stoichkov.
En 2022, la empresa estableció una filial en Chile con socios locales para trabajar por la comercialización de energía eléctrica y el impulso de la transición energética en Chile.
En 2022, la empresa estudió la posibilidad de abrir una filial en Marruecos, ya que el país se encuentra en una fase de liberalización del mercado energético.
En 2023, la empresa negoció con las autoridades serbias para ingresar al mercado energético y expandirse internacionalmente.

## Adquisiciones y inversiones
En 2018, la empresa adquirió el 75% del minorista portugués Enforcesco , un proveedor de electricidad en Portugal.
En 2020, la empresa entró en la generación eléctrica con una inversión de 400 millones de euros en la promoción de plantas solares fotovoltaicas.
A finales de 2021, la compañía adquirió Enercoluz, comercializadora de energía en Castilla y León, sumando 7.000 clientes más a su cartera.

## Premios y reconocimientos
El barco "Factorenergia" de José María Van Der Ploeg ganó la Copa de Rey de Vela en la categoría J80 en el año 2011.
En el año 2013, Factorenergia recibió el premio Europe's 500 que reconoció el crecimiento y la creación de empleo en un momento de crisis. El premio fue concedido en el Parlamento Europeo.
En 2021, Factorenergia ha sido galardonada por ser la primera empresa energética española que consigue la certificación alineada con los Objetivos de Desarrollo Sostenible de Naciones Unidas. 
En 2023, Emili Rousaud, CEO de la empresa, recibió el premio al CEO del año en el sector energético otorgado por el Diario La Razón. 